# Cybaeus bam
Espèce
Cybaeus bam est une espèce d'araignées aranéomorphes de la famille des Cybaeidae.

## Distribution
Cette espèce se rencontre en Russie dans les îles Kouriles sur Kounachir et en Chine au Liaoning,,.

## Description
La femelle holotype mesure 8,9 mm.

## Systématique et taxinomie
Cette espèce a été décrite par Marusik et Logunov en 1991.

## Publication originale
- Marusik & Logunov, 1991 : « Spiders of the superfamily Amaurobioidea (Aranei) from Sakhalin and Kurily Islands. » Zoologicheskiĭ Zhurnal, vol. 70, no 9, p. 87-94.